# Margit Schumann
Margit Schumann   (Waltershausen, 14 de setembre de 1952 - Oberhof, 11 d'abril de 2017) fou una corredora de luge alemanya que destacà a la dècada del 1970.

## Carrera esportiva
Va participar als 19 anys en els Jocs Olímpics d'Hivern de 1972 realitzats a Sapporo (Japó), aconseguint la medalla de bronze en la prova individual femenina de luge. En els Jocs Olímpics d'Hivern de 1976 realitzats a Innsbruck (Àustria) aconseguí guanyar la medalla d'or en aquesta mateixa prova. Participà en els Jocs Olímpics d'Hivern de 1980 realitzats a Lake Placid (Estats Units), si bé en aquesta ocasió només pogué finalitzar sisena.
Al llarg de la seva carrera aconseguí quatre medalles d'or en el Campionat del Món de luge, tres d'elles consecutives; i cinc medalles en el Campionat d'Europa de luge, tres d'elles d'or.